# Tisa Nouă

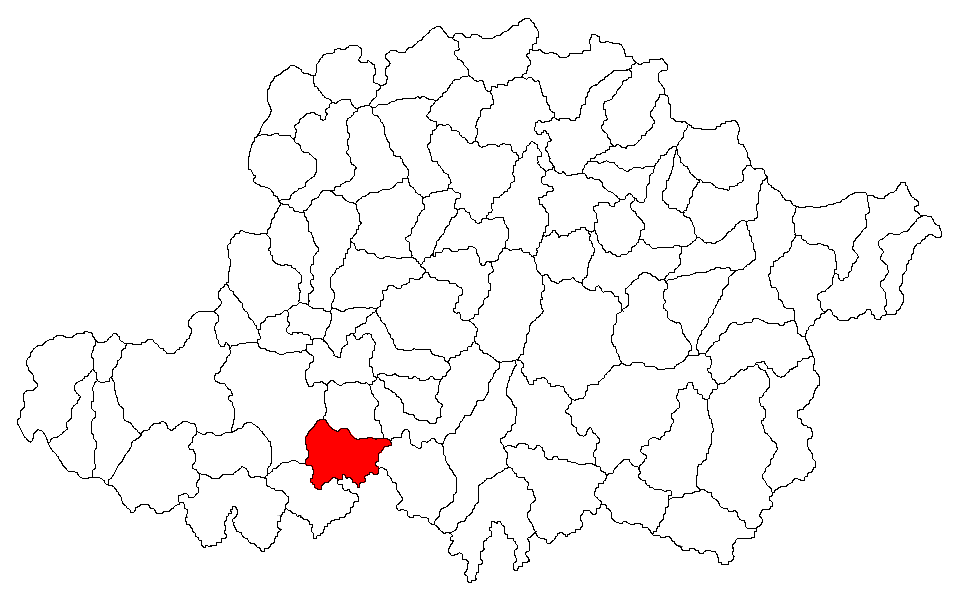
Lage der Gemeinde Fântânele im Kreis Arad

Tisa Nouă (deutsch Wiesenhaid, ungarisch Réthát) ist ein Dorf im Kreis Arad in Rumänien. Durch seine Lage südlich der Marosch wird der Ort der historischen Region Banat zugeordnet. Verwaltungsmäßig gehört Tisa Nouă zur Gemeinde Fântânele.

## Lage
Tisa Nouă liegt im Süden des Kreises Arad, nahe zur Grenze zum Kreis Timiș, fünf Kilometer südlich vom Gemeindezentrum Fântânele. Der nächste Bahnhof befindet sich im elf Kilometer entfernten Aradul Nou.

## Nachbarorte
| Sânnicolau Mic | Fântânele                                   | Frumușeni |
| Șagu           | Kompassrose, die auf Nachbargemeinden zeigt | Zăbrani   |
| Cruceni        | Fiscut                                      | Alioș     |

## Etymologie
Im Mittelalter gab es eine Siedlung mit dem Namen Abád , Ibét, Apad, Asszonylaka  auf dem Gebiet des Dorfes Tisa Nouă.
Nach der Ansiedlung mit deutschen Kolonisten im Jahr 1771 erhielt der Ort die amtliche Bezeichnung Wiesenhaid. In den darauffolgenden Jahren erschienen jedoch verschiedene Schreibweisen der Ortsbezeichnung: Viessenhaid, Wiesenheith, Wiesenheid, Wießenheith oder Viesenhaid. Die Frage ob der Name von der Marktgemeinde Wiesentheid im heutigen Unterfranken abgeleitet wurde, ist noch nicht zur Genüge erforscht. Gesichert ist, dass der Würzburger und Bamberger Fürstbischof Friedrich Karl von Schönborn-Buchheim ab 1729 durch öffentliche Aufrufe zur Ansiedlung in den Karpaten riet.
Im Wandel der Zeit und bedingt durch die staatspolitischen Gegebenheiten hat sich der Name des Ortes mehrfach geändert.
Nach der Ungarischen Revolution von 1848/49 erhielt Wiesenhaid die offizielle Bezeichnung Réthát (freie Übersetzung von „Wiese“ und „Heide“ in die ungarische Sprache). Nachdem das Banat 1919 infolge des Vertrags von Trianon an das Königreich Rumänien angeschlossen wurde, war die offizielle Bezeichnung Viesenhaid. Seit 1945 ist der amtliche Name Tisa Nouă.

## Geschichte
Wiesenhaid wurde 1771 zur Zeit des Theresianischen Schwabenzugs von dem Lippaer Salzeinnehmer Carl Samuel Neumann Edler von Buchholt mit deutschen Kolonisten auf dem Überland des rumänischen Dorfes Firiteaz angesiedelt. 1778 kam das Dorf unter ungarische Verwaltung.
1845 begann der Bau der römisch-katholischen Pfarrkirche. Die Orgel wurde 1857 von dem Arader Orgelbauer Anton Dangl gebaut.
Bis zum Zweiten Weltkrieg war der Bevölkerungsanteil der Deutschen zwischen 95 und 99 Prozent. Ab 1945 begann der Zuzug von Rumänen aus dem Kreis Bihor, einhergehend mit der Auswanderung der Deutschen.

## Demographie
| 1880 | 914  | 37  | 9  | 868 | -  |
| 1910 | 985  | 25  | 14 | 946 | -  |
| 1966 | 872  | 374 | -  | 498 | -  |
| 1977 | 1019 | 594 | 1  | 421 | 3  |
| 1992 | 903  | 839 | 7  | 7   | 50 |
| 2002 | 962  | 909 | 10 | 5   | 38 |
| 2011 | 949  | 876 | 4  | 2   | 67 |